# David McKendree Key
David McKendree Key (Greeneville, 27 gennaio 1824 – Chattanooga, 3 febbraio 1900) è stato un politico statunitense.

## Biografia
Fu il ventisettesimo direttore generale delle poste degli Stati Uniti durante la presidenza di Rutherford Hayes (19º presidente). Figlio del reverendo John e di Margaret (Armitage) Key, nato nella contea di Greene stato del Tennessee, studiò al Hiwassee College.
Alla sua morte il corpo venne sepolto al Forest Hill Cemetery